# Ceracis taurulus
Ceracis taurulus is een keversoort uit de familie houtzwamkevers (Ciidae). De wetenschappelijke naam van de soort werd in 1857 gepubliceerd door Pierre Nicolas Camille Jacquelin du Val.